# Erdbeben in Serbien 2010

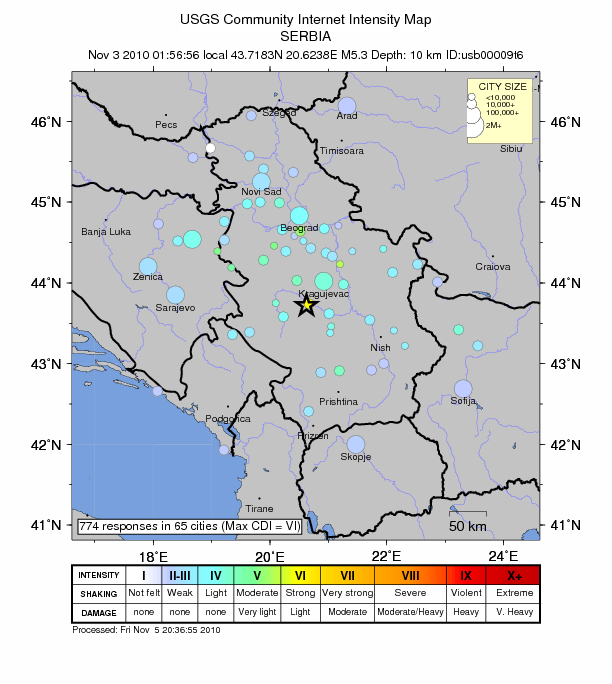
Intensität des Bebens (Berichte)

Das Erdbeben in Serbien 2010 (genannt Erdbeben von Kraljevo) ereignete sich am 3. November 2010 um 01:56:56 (MEZ) nur einige Kilometer von Kraljevo in Zentralserbien. Das Erdbeben wurde mit 5,3 auf der Momenten-Magnituden-Skala gemessen, im ganzen Land konnte man das Erdbeben spüren, einschließlich der Hauptstadt Belgrad sowie in einigen Nachbarländern. Zwei Menschen wurden dabei getötet und mehr als 100 wurden leicht verletzt. Es gab mehrere schwächere Nachbeben, sowie am Tag danach ein starkes Nachbeben mit 4,3 Mw. Rund 4.000 Objekte wurden beschädigt, 120 wurden als unsicher erklärt. Der dabei entstandene Schaden beträgt etwa 100 Millionen Euro.
Laut dem Europäischen Bebenbeobachtungszentrum gab es zwischen 02:11 Uhr und 02:45 Uhr (Ortszeit) zwei schwächere Erdbeben mit etwa 2,2 auf der Richterskala. Um etwa 09.25 Uhr (Ortszeit) gab es ein weiteres stärkeres Erdbeben, infolge dessen sich eine Spalte im Erdboden bildete.

## Hilfsmaßnahmen
Regierung
- Serbische Regierung – 5 Millionen RSD (50.000 EUR) in Nothilfe. 1 Million RSD für Nahrungsmittel. 2 Millionen RSD für den Wiederaufbau des Hauses der Familie des getöteten Ehepaars.[8][9]
- Belgrad – 5 Millionen RSD[10]
- Novi Sad – 5 Millionen RSD Beihilfen.[11]
- Vojvodina und das serbische Rotkreuz – 5 Millionen RSD Beihilfen.[12]
- Niš – 2 Millionen RSD[13]
- Zrenjanin – 1 Million RSD[14]
- Zaječar – 1 Million RSD[15]
- Novi Pazar – 500.000 RSD[12]
- Jagodina – 500.000 RSD[16]
- Subotica – 150.000 RSD[17]
- Užice – Baumaterialien und Arbeiter.[18]
- Vršac – Baumaterialien.[16]
- Loznica – Baumaterialien.[19]
- Bildungsministerium – 2 Millionen RSD[9]
- Amt für die nachhaltige Entwicklung der unterentwickelten Gebiete – 1 Million RSD[9]
- Behördliches Warenreservat – 452.406 Dachziegel im Wert von 14 Millionen RSD.[9]
- Die Streitkräfte Serbiens haben neun Wasserreservoirs und LKWs für den Baustofftransport zur Verfügung gestellt.[20]
- Ministerium für Land-, Forst- und Wasserwirtschaft – 50 Tonnen Zucker und 28.000 Liter Öl.[9]
- Nationaler Investitionsplan – Langfristigen Fonds für den Wiederaufbau von Krankenhäusern und Schulen.[21]

Öffentliche Unternehmen
- Novosadska toplana – 3 Millionen RSD[12]
- Pošta Srbije – 5 Millionen RSD[8]
- Srbijagas – 10 Millionen RSD[12]
- Srbijašume – Holz und Materialien, die für den Wiederaufbau benötigt werden.[9]
- Telekom Srbija – 3 Millionen RSD[8]

Private Unternehmen
- Banca Intesa – 5 Millionen RSD[16]
- Atlas grupa – 10.000 EUR und Krankenhausbetten.[22]
- MK Group – 1 Million RSD zur freien Verfügung.[22]
- Beogradska industrija piva – Baumaterial im Wert von 700.000 RSD.[12]
- Delta Holding – 3 Häuser in Vitanovac.[23]
- MOL – 2000 Liter Treibstoff.[24]
- Naftna industrija Srbije – 97.000 Liter Wasser in Flaschen.[12]
- Eko farm – 7.200 Liter Wasser in Flaschen.[25]
- Hemofarm – Medikamente im Wert von 10.000 EUR.[25]
- Fiat Serbien – 50.000 Dachziegel.[26]
- Alexander von Jugoslawien – 5 Tonnen Möbel und 2000 Brote.[12]

Internationale Beihilfe
- Banja Luka – 50.000 BAM(etwa 25.500 EUR)[27]
- Bijeljina – 10.000 BAM (etwa 5.100 EUR)[28]
- Türkischer Roter Halbmond bereitete zwei Lastwagen der Beihilfe vor, mit einem Team von fünf Reliefexperten und eine Kommunikationseinheit.
- Die Innenministerien von Montenegro und Rumänien haben angeboten, bei der Reinigung nach dem Erdbeben zu helfen.[29]

Spenden
- Ein spezielles Bankkonto vom Finanzministerium wurde für Spenden eröffnet. Am 8. November wurden etwa 56,5 Millionen RSD gesammelt.[30]